# آقچه، دینار
اکسا، دینار (به لاتین: Akça, Dinar) یک منطقهٔ مسکونی در ترکیه است که در استان افیون قره‌حصار واقع شده‌است.